# Ratusz w Siedlcach
Ratusz miejski w Siedlcach – późnobarokowo-klasycystyczna budowla zwana Jackiem, pełniąca w przeszłości rolę ratusza.

## Historia i architektura
Obiekt mieści się przy ul. J. Piłsudskiego 1 i wzniesiony został w połowie XVIII wieku według projektu Stanisława Zawadzkiego. Zwieńczony jest ośmioboczną wieżą z figurą Atlasa dźwigającego kulę ziemską. Ratusz został częściowo zniszczony w czasie II wojny światowej, odbudowany w latach 1945–1952.
Obecnie w budynku Ratusza mieści się Muzeum Regionalne w Siedlcach.

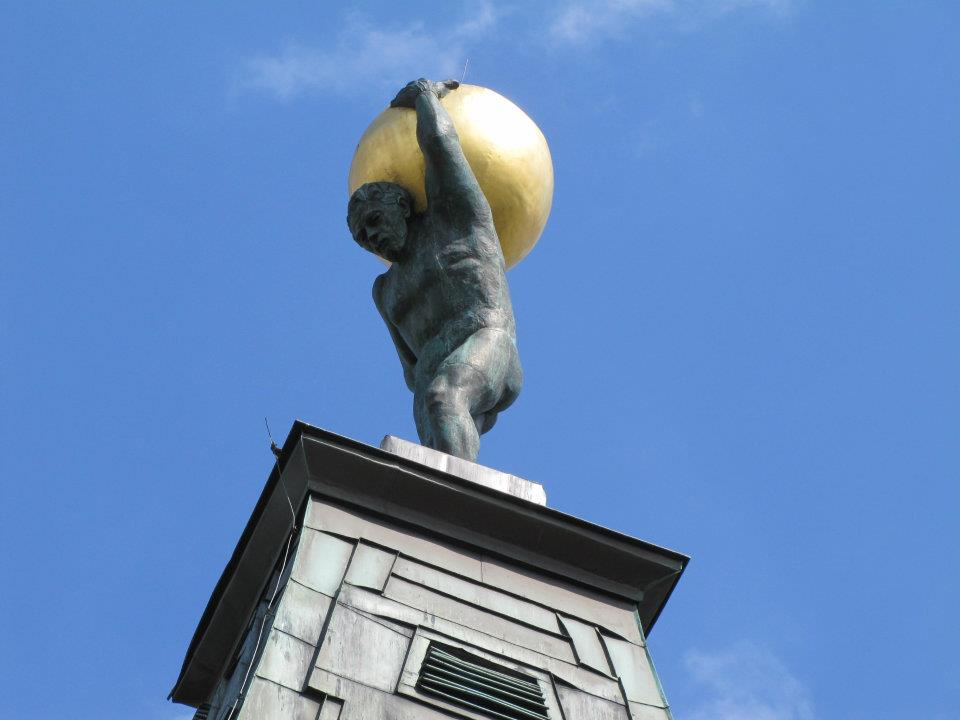
Posąg "Jacka"

## Posąg Jacka
Pomnik Atlasa na szczycie wieży (właściwy Jacek ważący 600 kilogramów) związany jest z legendą o młodym, silnym kowalu Jacku, który jedną ręką naprawił oś i koło karety księżnej Ogińskiej, za co ta zaproponowała mu służbę w pałacu. Podczas budowy ratusza młodzieniec wdał się w bójkę z majstrem, co zakończyło się upadkiem tego drugiego z rusztowania i jego śmierć. Dzięki interwencji księżnej nie spotkała go za to surowa kara, a jedynie dożywotne wygnanie z miasta.
Od września 2021 do 21 stycznia 2023 posąg był zdjęty z dachu i poddany renowacji za 165.000 złotych.